# المو لینکلن
المو لینکلن (انگلیسی: Elmo Lincoln؛ ۶ فوریهٔ ۱۸۸۹ – ۲۷ ژوئن ۱۹۵۲) هنرپیشه اهل ایالات متحده آمریکا بود. وی بین سال‌های ۱۹۱۳ تا ۱۹۵۲ میلادی فعالیت می‌کرد و اولین تارزان تاریخِ سینماست که در فیلمِ تارزان فرزند گوریل‌ها در این نقش ظاهر شد.

## گزیدهٔ فیلم‌شناسی
- مرد دوچهره (۱۹۴۷)
- داستان عاشقانه تارزان (۱۹۱۸)
- تارزان فرزند گوریل‌ها (۱۹۱۸)
- تعصب (۱۹۱۶)